# Superračunalo
Superračunala su izuzetno moćna računala koja se koriste za najzahtjevnije obrade podataka kao što su npr. klimatski modeli. Predstavljena su svijetu 1960.-tih godina, a prvotno ih je dizajnirao Seymour Cray u tvrtki Control Data Corporaton. Tvrtka je bila predvodnik na tržištu sve do 1970.-tih godina kada Cray osniva vlastitu tvrtku Cray Research. 
Superračunala današnjice najčešće proizvode poznate tvrtke poput Craya, IBMa i Hewlett-Packarda. Od svibnja 2010. Crayovo Jaguar računalo najbrže je superračunalo na svijetu.

## Kronologija
| Godina | Superračunalo                          | Vršna brzina (Rmax) | Lokacija |
| ------ | -------------------------------------- | ------------------- | --- |
| 1938.  | Zuse Z1                                | 1 OPS               | Konrad Zuse, Berlin, Njemačka |
| 1941.  | Zuse Z3                                | 20 OPS              | Konrad Zuse, Berlin, Njemačka |
| 1943.  | Colossus 1                             | 5 kOPS              | Post Office Research Station, Bletchley Park, UK |
| 1944   | Colossus 2 (Jedan procesor)            | 25 kOPS             | Post Office Research Station, Bletchley Park, UK |
| 1946.  | Colossus 2 (Paralelni procesori)       | 50 kOPS             | Post Office Research Station, Bletchley Park, UK |
| 1946.  | UPenn ENIAC (prije 1948+ modifikacija) | 5 kOPS              | Department of War Aberdeen Proving Ground, Maryland, Sjedinjene Američke Države                                                                          |
| 1954.  | IBM NORC                               | 67 kOPS             | Ministarstvo obrane U.S. Naval Proving Ground, Dahlgren, Virginia, Sjedinjene Američke Države                                                            |
| 1956.  | MIT TX-0                               | 83 kOPS             | Massachusetts Inst. of Technology, Lexington, Massachusetts, Sjedinjene Američke Države                                                                  |
| 1958.  | IBM AN/FSQ-7                           | 400 kOPS            | 25 U.S. Air Force 1 računalo u Kanadi (52 računala) |
| 1960.  | UNIVAC LARC                            | 250 kFLOPS          | Atomic Energy Commission (AEC) Lawrence Livermore National Laboratory, Kalifornija, Sjedinjene Američke Države                                           |
| 1961.  | IBM 7030 "Stretch"                     | 1.2 MFLOPS          | AEC-Los Alamos National Laboratory, New Mexico, Sjedinjene Američke Države                                                                               |
| 1964.  | CDC 6600                               | 3 MFLOPS            | AEC-Lawrence Livermore National Laboratory, Kalifornija, Sjedinjene Američke Države                                                                      |
| 1969.  | CDC 7600                               | 36 MFLOPS           | AEC-Lawrence Livermore National Laboratory, Kalifornija, Sjedinjene Američke Države                                                                      |
| 1974.  | CDC STAR-100                           | 100 MFLOPS          | AEC-Lawrence Livermore National Laboratory, Kalifornija, Sjedinjene Američke Države                                                                      |
| 1975.  | Burroughs ILLIAC IV                    | 150 MFLOPS          | NASA Ames Research Center, Kalifornija, Sjedinjene Američke Države                                                                                       |
| 1976.  | Cray-1                                 | 250 MFLOPS          | Energy Research and Development Administration (ERDA) Los Alamos National Laboratory, New Mexico, Sjedinjene Američke Države (80+ prodano širom svijeta) |
| 1981.  | CDC Cyber 205                          | 400 MFLOPS          | (~40 prodano širom svijeta) |
| 1983.  | Cray X-MP/4                            | 941 MFLOPS          | U.S. Department of Energy (DoE) Los Alamos National Laboratory; Lawrence Livermore National Laboratory; Battelle; Boeing                                 |
| 1984.  | M-13                                   | 2.4 GFLOPS          | Scientific Research Institute of Computer Complexes, Moskva, SSSR                                                                                        |
| 1985.  | Cray-2/8                               | 3.9 GFLOPS          | DoE-Lawrence Livermore National Laboratory, Kalifornija, Sjedinjene Američke Države                                                                      |
| 1989.  | ETA10-G/8                              | 10.3 GFLOPS         | Florida State University, Florida, Sjedinjene Američke Države                                                                                            |
| 1990.  | NEC SX-3/44R                           | 23.2 GFLOPS         | NEC Fuchu Plant, Fuchū,_Tokyo, Japan |
| 1993.  | Thinking Machines CM-5/1024            | 59.7 GFLOPS         | DoE-Los Alamos National Laboratory; National Security Agency                                                                                             |
| 1993.  | Fujitsu Numerical Wind Tunnel          | 124.50 GFLOPS       | National Aerospace Laboratory, Tokyo, Japan |
| 1993.  | Intel Paragon XP/S 140                 | 143.40 GFLOPS       | DoE-Sandia National Laboratories, New Mexico, Sjedinjene Američke Države                                                                                 |
| 1994.  | Fujitsu Numerical Wind Tunnel          | 170.40 GFLOPS       | National Aerospace Laboratory, Tokyo, Japan |
| 1996.  | Hitachi SR2201/1024                    | 220.4 GFLOPS        | University of Tokyo, Japan |
| 1996.  | Hitachi/Tsukuba CP-PACS/2048           | 368.2 GFLOPS        | Center for Computational Physics, University of Tsukuba, Tsukuba, Japan                                                                                  |
| 1997.  | Intel ASCI Red/9152                    | 1.338 TFLOPS        | DoE-Sandia National Laboratories, New Mexico, Sjedinjene Američke Države                                                                                 |
| 1999.  | Intel ASCI Red/9632                    | 2.3796 TFLOPS       | DoE-Sandia National Laboratories, New Mexico, Sjedinjene Američke Države                                                                                 |
| 2000.  | IBM ASCI White                         | 7.226 TFLOPS        | DoE-Lawrence Livermore National Laboratory, Kalifornija, Sjedinjene Američke Države                                                                      |
| 2002.  | NEC Earth Simulator                    | 35.86 TFLOPS        | Earth Simulator Center, Yokohama, Japan |
| 2004.  | IBM Blue Gene/L                        | 70.72 TFLOPS        | DoE/IBM Rochester, Minnesota, Sjedinjene Američke Države                                                                                                 |
| 2005.  | IBM Blue Gene/L                        | 136.8 TFLOPS        | DoE/U.S. National Nuclear Security Administration, Lawrence Livermore National Laboratory, Kalifornija, Sjedinjene Američke Države                       |
| 2005.  | IBM Blue Gene/L                        | 280.6 TFLOPS        | DoE/U.S. National Nuclear Security Administration, Lawrence Livermore National Laboratory, Kalifornija, Sjedinjene Američke Države                       |
| 2007.  | IBM Blue Gene/L                        | 478.2 TFLOPS        | DoE/U.S. National Nuclear Security Administration, Lawrence Livermore National Laboratory, Kalifornija, Sjedinjene Američke Države                       |
| 2008.  | IBM Roadrunner                         | 1.026 PFLOPS        | DoE-Los Alamos National Laboratory, New Mexico, Sjedinjene Američke Države                                                                               |
| 2008.  | IBM Roadrunner                         | 1.105 PFLOPS        | DoE-Los Alamos National Laboratory, New Mexico, Sjedinjene Američke Države                                                                               |
| 2009.  | Cray Jaguar                            | 1.759 PFLOPS        | DoE-Oak Ridge National Laboratory, Tennessee, Sjedinjene Američke Države                                                                                 |

## Ostala superračunala
- SuperMUC